# Дер Штерн
«Дер Штерн» (їд. דער שטערן — зірка) — щоденна газета мовою їдиш, що видавався в Харкові (УРСР) протягом 1925–1941 років. Був органом ЦК КП(б)У і Всеукраїнської ради профспілок.
Перше число газети вийшло у травні 1925 року. Згодом «Дер Штерн» заступив «Комуністіше фон» на місці головної газети радянської України мовою ідиш. На цьому важливому етапі «Дер Штерн» стала найбільшою газетою Радянського Союзу: так, наклад газети становив 12 000 примірників — більше, ніж було в московської газети «Дер Емес» та мінської «Октябр», разом узятих.
У пізніші 1930-ті роки «Дер Штерн» була однією з небагатьох головних газети мовою ідиш у СРСР.